# Index klíčivosti semen
Index klíčivosti semen (IK), nebo též biozkouška, je jednoduchý, ale přesto kvalitní[zdroj⁠?!] test, který se používá jako zkouška zralosti kompostu. Množství vyklíčených semen klíčících ve vodním výluhu ze sledovaného kompostu se srovná s nulovou variantou, tedy semeny klíčícími v destilované vodě.
Tato metoda je velmi jednoduchá, ale přesto dobře použitelná. Dá se říci, že odráží účinky kompostů na klíčící rostliny při jeho aplikaci na pole, což je z hlediska zemědělské praxe důležité. Hodnotí tedy zejména, zda kompost (či jiný sledovaný materiál) vykazuje k rostlinám fytotoxicitu
Dle Vleeschauwera et al. (1981) jsou hlavní příčinou fytotoxicity nízkomolekulární organické kyseliny, hlavně kyselina octová, dále fenolické kyseliny a vysoký obsah amonného iontu.
Velikost fytotoxicity měřená reakcí citlivé rostliny (řeřicha setá) je přímým odrazem obsahu fytotoxických meziproduktů a umožňuje kvalitativní ohodnocení intenzity a trvání rozkladu stanovením hodnoty indexu klíčivosti (IK), jehož vysoká hodnota je ukazatelem nepřítomnosti toxických meziproduktů. Index klíčivosti se vyjadřuje v procentech kontroly, kterou je destilovaná voda. Posouzení zralosti kompostů dle této metody shrnuje tabulka 1.
Tabulka 1: Hodnocení zralosti kompostů (Reichová et al. 1996)
| Index klíčivosti % | Zralost kompostů                                            |
| ------------------ | ----------------------------------------------------------- |
| do 50              | nepoužitelnost kompostu k přímé aplikaci                    |
| 60 - 80            | možná aplikace s možným rizikem poškození citlivých rostlin |
| 80 a výš           | deklaruje zralý kompost                                     |